# Bryopolia fuscior
Bryopolia fuscior är en fjärilsart som beskrevs av Embrik Strand 1921. Bryopolia fuscior ingår i släktet Bryopolia och familjen nattflyn. Inga underarter finns listade i Catalogue of Life.